# Symfonie nr. 4 (Balada)
De Spaans-Amerikaanse componist Leonardo Balada voltooide zijn Symfonie nr. 4 "Lausanne" in 1992. Het werk is geschreven op verzoek van het Kamerorkest van Lausanne. Dat kamerorkest uit Lausanne vierde toen haar 50-jarig bestaan. Het werk behoort tot de stijl etno-avant-garde. Het is deels gebaseerd op Zwitserse volksmelodieën, maar deze zijn onherkenbaar verstopt in deze twintig minuten durende, eendelige symfonie. Er zijn geen vaste maatindelingen, ritmen of melodielijnen of het moet de quasi-wals zijn die na 6 minuten te horen is. Voor het overige is het een abstract klinkend werk, dat in tegenstelling tot de basis toch voornamelijk Spaans/Catalaans aandoet met soms hoekige wendingen (bijvoorbeeld in diezelfde wals) en temperamentvolle uitbarstingen (pauken na het mistige begin).
Jesús López Cobos, aan wie het werk is opgedragen, gaf met het Kamerorkest van Lausanne de eerste uitvoering op 7 december 1992, al snel vond ook een uitvoering plaats door het Kamerorkest van Cincinnati.

## Orkestratie
- 2 dwarsfluiten, 2 hobo's, 2 klarinetten, 2 fagotten
- 2 hoorns, 2 trompetten
- 1 pauk, 1 piano
- violen, altviolen, celli, contrabassen

## Discografie
- Uitgave Naxos: Barcelona Symfonie- en Catalaans Nationaal Orkest o.l.v. Salvador Mas Conde; een opname uit 2003
- Uitgave Albany Records: Kamerorkest van Lausanne, opname van de première